# Maserati 450S
Maserati 450S, також Maserati 450 Sport — прототип спортивного автомобіля, який був розроблений Maserati в 1956 році.

## Історія розвитку та технології
450S став наступником Maserati 300S і 350S. Maserati розробив цей автомобіль перш за все для того, щоб не відставати у вічному змаганні зі Scuderia Ferrari. Серцем автомобіля став 4,5-літровий двигун V8. Великі роботи над складним двигуном почалися вже в 1954 році. Перші тестові запуски на стенді були не дуже перспективними. Двигун створював значні вібрації і неодноразово руйнував випускний колектор. У 1956 році на шасі 3501 був встановлений покращений двигун. Це шасі, яке фактично планувалося для 450S, знадобилося в 1956 році для 350S, щоб мати можливість вмістити 3,5-літровий 6-циліндровий рядний двигун. Цей автомобіль був серйозно пошкоджений в аварії на Mille Miglia 1956 року під управлінням Стірлінга Мосса. Шасі було перебудовано, тепер він отримав 4,5-літровий двигун і став першим 450S як шасі 4501.
З метою тестування шасі 4501 було доставлено до Швеції для гонки на 1000 км у Крістіанстаді в кінці 1956 року, щоб мати можливість випробувати подальші зміни в двигуні, такі як новий колінчастий вал. Транспортний засіб переміщали лише під час тренування, і його керували Мосс, Гаррі Шелл та П'єро Таруффі.
У багатьох публікаціях кількість одиниць, побудованих для 450S, подається як одинадцять одиниць; однак це викликає суперечки, оскільки, наприклад, шасі 4501 оригінального 350S пізніше стало Zagato Coupé. Якщо видалити ці два автомобілі, залишиться дев’ять побудованих шасі. За винятком автомобіля Zagato, всі кузови Spider з правим кермом прийшли від Fantuzzi. Зовні машини були схожі на дизайн 300S. Опуклості на капоті були меншими, а вихлопна труба складалася з двох чотирьох труб, які мали спільну торцеву частину. У 1957 році було покращено запалювання і застосовані нові амортизатори. Передавальне число було подовжено за рахунок овердрайва.
Подібно до моделей Ferrari 315S і 335S, 450S вважався важкокерованим, майже жорстоким транспортним засобом, яким було важко керувати, коли гнали на повну потужність. Двигун потужністю 400 к.с. дозволив розвивати максимальну швидкість близько 300 км/год. Тому керівництво команди Maserati дозволяло керувати автомобілем тільки найдосвідченішим заводським водіям і дуже нерішуче передавало автомобілі приватним командам.

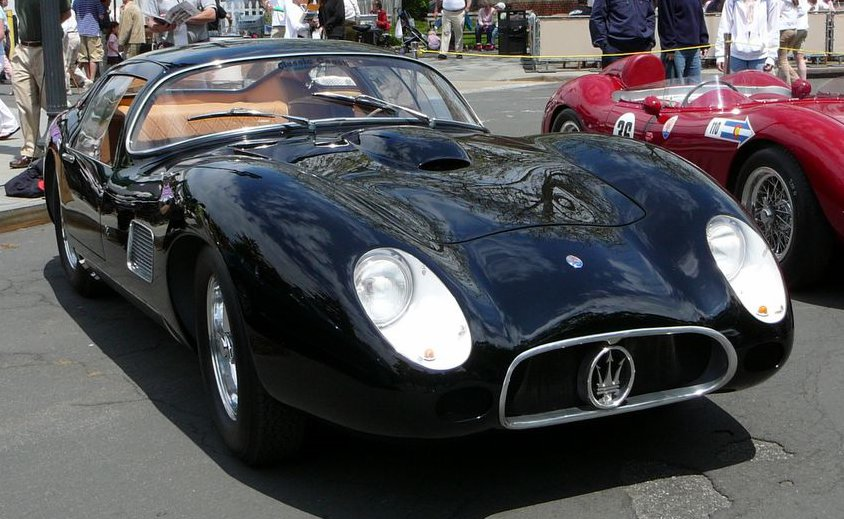
Maserati 450S Coupé Zagato

Особливою особливістю було купе, яке було вмонтовано на шасі 4501 компанією Zagato в 1957 році. Френк Костін зіграв ключову роль у розробці елегантного автомобіля. Недоліком для водіїв була сильна спека в кабіні, яка була зменшена завдяки кращій вентиляції в 1958 році. Однак після зміни правил цей автомобіль більше не мав права брати участь у Чемпіонаті світу для спортивних автомобілів і їздив лише в США.

## Історія перегонів
450S дебютував у гонках на гонці на 1000 км у Буенос-Айресі в 1957 році, яка була частиною Чемпіонату світу для спортивних автомобілів 1957 року; за кермом Хуан Мануель Фанхіо і Стірлінг Мосс. Після проїзду 57 кіл шасі 4501 довелося припаркувати з пошкодженням диференціала. Друга гонка принесла першу перемогу. На 12-годинній гонці в Себрінгу Фанхіо і Жан Бехра випередили на два кола своїх товаришів по команді Мосса і Шелла, які брали участь у гонці на 300S.
Mille Miglia була затьмарена смертельним нещасним випадком з Альфонсо де Портагосом. Крім де Портаго, загинув його штурман і дев'ять глядачів. Мосс проїхав лише дванадцять кілометрів на 450S, потім зламалася педаль гальма, і йому довелося здатися. Були подвійні сходи в гонці на 1000 км на Нюрбургрингу та в 24 годинах Ле-Мана. Шелл і Мосс керували Zagato Coupé і зійшли в суботу вдень через пошкодження кермового кулака. Незадовго до цього спайдер Бехра і Андре Саймона зійшов після нещасного випадку. Перемога Бехри і Мосса на гонці на 1000 км у Крістіанстаді знову зробила чемпіонат світу захоплюючим перед гонкою в Каракасі, яка була властива водіям Maserati. Перед гонкою директор перегонів Maserati Нелло Уголіні здивував своїх водіїв дивним повідомленням: керівництво заводу в Модені вже продало заводські автомобілі, тому вони ні в якому разі не повинні бути пошкоджені. Усі Maserati, які були значно швидшими за Ferrari на тренуваннях, швидко були повністю знищені внаслідок аварій. Стірлінг Мосс на 450S врізався в стіну, намагаючись уникнути повільного автомобіля, і серйозно пошкодив автомобіль. Другий 450S, яким керував Гаррі Шелл, порізав шину, обігнавши товариша по команді Йоакіма Боньє, який керував 300S; автомобілі зіткнулися, внаслідок чого автомобіль Шелла загорівся і повністю згорів. Після того, як Мастен Грегорі на приватно зареєстрованому 450S провалився на першому колі після аварії в підземному переході, у Maserati не було шансів виграти чемпіонат світу. Ferrari відсвяткувала беззаперечну чотириразову перемогу і виграла титул.
Для Maserati гонка в Каракасі була однією з останніх виїздів заводської команди на міжнародну автоспортивну подію. Втрата трьох спортивних автомобілів, які поки що не могли бути продані, незважаючи на наявні контракти, збільшила річні збитки до 455 мільйонів лір і ввергла італійський бренд у велику кризу.
Два шасі були перебудовані в 1958 році і досі продаються в США. Там і в Південній Америці 450S працював з певним успіхом до 1964 року. Наприклад, Керролл Шелбі виграв гонку спортивних автомобілів у Палм-Спрінгс у 1958 році. Загалом, ця модель Maserati перемагала 28 разів; останній успіх був також останнім використанням. Бразилець Сіро Кайрес виграв гонку спортивних автомобілів у своїй рідній країні з шасі 4503 у березні 1964 року.